# فهرست جایزه‌ها و نامزدی‌های لینکین پارک
لینکین پارک (به انگلیسی: Linkin Park) گروه راک آمریکایی از آگورا هیلز کالیفرنیا می‌باشد. گروه در سال ۱۹۹۶ تشکیل شد و با اولین آلبوم خود با نام هایبرید تئوری موفقیت بسیار زیادی در زمینه بین‌المللی کسب کرد که توانست گواهینامه الماس را از RIAA در سال ۲۰۰۵ و گواهینامه پلاتین را از بسیاری کشورهای دیگر دریافت کند. آلبوم بعدی آنها، متئورا نیز به ادامه موفقیت گروه افزود و در بیلبورد ۲۰۰ در سال ۲۰۰۳ رتبه اول را از آن خود کرد که تورهای بزرگ و گسترده لینکین پارک و کارهای خیریه آنها را در سراسر دنیا به همراه داشت. در سال ۲۰۰۳، "ام‌تی‌وی ۲" لینکین پارک را به عنوان ششمین گروه برتر در زمینه موزیک ویدئو و سومین گروه نو هزاره بعد از اوئیسیز و کلدپلی نامید.
لینکین پارک ۶۸ عنوان (جایزه) را برده و ۱۹۶ عنوان نامزدی دارد.